# Sergio Cervato
Sergio Cervato (Carmignano di Brenta, 1929. március 22. – Firenze, 2005. október 9.) olasz válogatott labdarúgó, később rövid ideig edző.

## Pályafutása
Karrierjét alacsonyabb osztályú csapatokban kezdte. Még ifjúsági játékosként a hozzá legközelebb eső nagyobb csapatban, a Tombolóban kezdett játszani, majd első felnőttmeccsein a Bolzanóban kapott lehetőséget.
Egy idő után elégedetlen lett az alacsonyabb osztálybeli játékkal, ezért országjáró „körútra” indult, hogy próbajátékokon vegyen részt profi csapatoknál. Mivel a nagyujját egy mezőgazdasági baleset miatt amputálni kellett, emiatt a testi hátrány miatt elsőre kudarcot vallott a Sampdoriánál. Másodszorra a Fiorentinánál próbálkozott, ahol az elöljárók számára nem jelentett megoldhatatlan problémát Cervato hiányzó ujja, és azonnal le is csaptak a védőre.
Végül nem kevesebb, mint tizenegy évet töltött Firenzében, ezalatt több, mint háromszáz bajnokin lépett pályára a „Viola” mezében. Hogy mennyire gólerős volt, jól mutatja az a szám, hogy harmincegy gólt szerzett a firenzeiek mezében, vagyis átlagban minden tizedik összecsapáson betalált, többnyire szabadrúgásból vagy tizenegyesből. Részese volt 1956-ban a Fiorentina története első bajnoki címének, majd a következő idényben a BEK-ben is minden találkozón pályára lépett. A Fiorentina egészen a döntőig menetelt, csak ott sikerült megállítania a korszak egyeduralkodójának, a Real Madridnak.
1959-től két évig a Juventust erősítette, ahol egy igen sikeres időszakot töltött, ugyanis mindkét évben bajnoki címet ünnepelhetett a „zebrákkal”, sőt, 1959-ben a kupát is elhódította a Juvéval. Utolsó csapata a SPAL volt.
A válogatottban 1951-ben mutatkozhatott be, és az első adandó alkalommal, 1954-ben utazhatott is a csapattal a világbajnokságra. Bár utolsó meccsét a „squadra azzurrában” 1960-ban játszotta, az 1958-as vb-n már nem vett részt. 28 találkozón összesen négy gólt szerzett.
Játékospályafutása befejezése után rövid ideig edzősködött is, a Pescaránál, a Traninál és az Empolinál.

## Sikerei, díjai
- Olasz bajnok: 
  - 1955–56, 1959-60, 1960-61
- Olasz kupagyőztes:
  - 1958-59
- BEK-döntős:
  - 1956-57
- Grasshoppers-kupa: 
  - 1957